# OBS 뉴스아침
《OBS 뉴스아침》은 OBS경인TV에서 매주 평일에 방송했던 경기 인천 지역 아침 종합 뉴스 프로그램이었다.

## 프로그램 소개
OBS를 대표하는 경기 인천 지역 아침 종합 뉴스

## 방송 시간
| 방송 채널 | 방송 기간                          | 방송 시간                               | 방송 분량 |
| --------- | ---------------------------------- | --------------------------------------- | --------- |
| OBS경인TV | 2014년 10월 6일 ~ 2015년 3월 27일  | 매주 평일 오전 6시 45분 ~ 오전 7시      | 15분      |
| OBS경인TV | 2015년 9월 14일 ~ 2016년 4월 22일  | 매주 평일 오전 7시 45분 ~ 오전 8시 10분 | 25분      |
| OBS경인TV | 2015년 3월 30일 ~ 2015년 9월 11일  | 매주 평일 오전 7시 45분 ~ 오전 8시 15분 | 30분      |
| OBS경인TV | 2017년 3월 20일 ~ 2019년 10월 25일 | 매주 평일 오전 7시 45분 ~ 오전 8시 15분 | 30분      |
| OBS경인TV | 2019년 10월 28일 ~ 2021년 4월 30일 | 매주 평일 오전 7시 30분 ~ 오전 8시      | 30분      |
| OBS경인TV | 2016년 4월 25일 ~ 2017년 3월 17일  | 매주 평일 오전 7시 40분 ~ 오전 8시 15분 | 35분      |

## 앵커
| 대수 | 진행자          | 진행 기간                          | 비고 |
| ---- | --------------- | ---------------------------------- | ---- |
| 1대  | 이상희 아나운서 | 2014년 10월 6일 ~ 2018년 일자 미상 |      |
| 2대  | 유진영 아나운서 | 2018년 일자 미상 ~ 2021년 4월 30일 |      |

## 타이틀 변천사
| 기수 | 프로그램 타이틀 | 방송 기간                           |
| ---- | --------------- | ----------------------------------- |
| 1기  | OBS 뉴스 645    | 2014년 10월 6일 ~ 2015년 3월 27일   |
| 2기  | OBS 뉴스 745    | 2015년 3월 30일 ~ 2015년 9월 11일   |
| 3기  | OBS 뉴스 740    | 2015년 9월 14일 ~ 2016년 4월 22일   |
| 4기  | OBS 뉴스 745    | 2016년 4월 25일 ~ 2018년 10월 26일  |
| 5기  | OBS 아침뉴스    | 2018년 10월 29일 ~ 2019년 10월 25일 |
| 6기  | OBS 뉴스아침    | 2019년 10월 28일 ~ 2021년 4월 30일  |

## 경쟁 프로그램
- KBS 뉴스광장 경기·인천 (KBS 경인 1TV)